# Якоб (імператор Ефіопії)
Якоб — імператор Ефіопії з Соломонової династії. Був найстаршим сином Сарси Денгела з тих, хто вижив.

## Життєпис
Сарса Денгел мав намір зробити своїм наступником племінника За Денгела, але під впливом його дружини та інших синів він змінив своє рішення й на трон по його смерті зійшов Якоб, якому було лише сім років. Регентом при малолітньому царі став Антенатевос, рас Бегемдера. За Денгела та іншого претендента на трон, Сусеньйоса було вислано з країни, але За Денгел зміг утекти до гір біля озера Тана. Сусеньйос знайшов притулок на півдні серед народу оромо.
Коли за шість років Якоб став повнолітнім, він посварився з Антенатевосом, а своїм найближчим радником зробив раса За Селласе. Утім, останній скинув Якоба, вигнавши його. На царський трон був запрошений За Денгел. Коли виявилось, що новий імператор приносить більше клопоту, ніж Якоб, За Селласе вирішив повернути трон його законному власнику.
Невдовзі За Денгел загинув у битві. Сусеньйос вирушив на північ на чолі армії оромо. Він надіслав листа Антенатевосу, в якому проголошував себе імператором і вимагав підтримки раса. Антенатевос погодився й відрядив свої війська на допомогу Сусеньйосу. У той же час проти оромо виступив За Селласе. Сусеньйос, який страждав від гарячки, відступив до гір Амхари. Така нерішучість підірвала довіру раса Антенатевоса, натомість За Селласе почав висловлювати Сусеньйосу готовність до покірності за певних умов. У той момент Якоб прийшов до озера Тана, й обидва раси подались до нього.
Згодом Сусеньйосу вдалось розбити сили За Селласе у Бегемдері. Після цього обидві армії упродовж кількох днів маневрували у горах, а 10 березня 1606 року зійшлись у битві, в результаті якої Якоб загинув, а його військо було розбито.

## Родина
Був одружений з Назареною, від якої мав трьох синів, один з яких загинув у ранньому віці. Одним з його синів був Зага Кріст.